# Donald Buka
Donald Buka (Cleveland, 17 de agosto de 1920 - Reading, 21 de julho de 2009) foi um ator norte-americano.

## Biografia
Nascido 17 de agosto de 1920 em Cleveland, no estado de Ohio, Buka começou sua carreira de ator nos palcos da Broadway em A Megera Domada estrelado em 1940 por Alfred Lunt e Lynn Fontanne.
Seu primeiro papel no cinema foi talvez o seu mais conhecido, interpretando o filho de Bette Davis em Horas de Tormenta (1943). Buka apareceu em várias produções em pequenos papeis, como no filme noir de William Keighley The Street with No Name (1948).

## Filmografia
| Ano  | Título                    | Papel               | Nota(s)     |
| ---- | ------------------------- | ------------------- | ----------- |
| 1943 | Watch on the Rhine        | Joshua              |             |
| 1948 | The Street with No Name   | Shivvy              |             |
| 1950 | Between Midnight and Dawn | Ritchie Garris      |             |
| 1950 | Vendetta                  | Padrino - o bandido |             |
| 1951 | New Mexico                | Pvt. Van Vechton    |             |
| 1953 | Stolen Identity           | Toni Sponer         |             |
| 1961 | Operation Eichmann        | David               |             |
| 1964 | Shock Treatment           | Psicólogo           |             |
| 1970 | The Great White Hope      | Repórter            | Sem crédito |